# Basidiopycnis hyalina
Basidiopycnis hyalina är en svampart som beskrevs av Oberw., R. Kirschner, R. Bauer, Begerow & Arenal 2006. Basidiopycnis hyalina ingår i släktet Basidiopycnis och familjen Phleogenaceae.   Inga underarter finns listade i Catalogue of Life.